# 2012—2013年西南印度洋熱帶氣旋季
2012－2013年西南印度洋熱帶氣旋季在2012年11月15日開始，並在2013年4月30日完結（某些地區的熱帶氣旋季在2013年5月15日完結）。
此文內容只包含在西南印度洋形成的熱帶氣旋的介紹。
風暴是由留尼汪氣象部發出報告。如果一個熱帶低氣壓在南緯0-40度，東經31-55度之間增強為中度熱帶風暴的話，馬達加斯加就會為它命名。如果一個熱帶低氣壓在南緯0-40度，東經55-90度之間增強為中度熱帶風暴的話，模里西斯就會為它命名。

## 熱帶氣旋
如果一個熱帶低氣壓在南緯0-40度，東經31-90度之間增強為中等熱帶風暴的話，馬達加斯加或模里西斯就會為它命名。由於每年都會有新的名字清單，所以不用停用名字。
以下所有氣旋的強度及其他相關資訊均以留尼汪氣象部公報為準。

### 強烈熱帶氣旋阿奈（Anais）
10月12日，一個熱帶擾動生成於查戈斯群島附近，美國海軍實驗室給予編號91S，發展初期該擾動螺旋性明顯，不久聯合颱風警報中心(JTWC)對他發布熱帶氣旋形成警報，不久以後當地機構留尼汪認為該系統位於迪戈加西亞島一帶，同日下午JTWC將其升格為熱帶性低氣壓，並給予國際編號01S，隔天(13日)留尼汪指出，該擾動已增強為一個熱帶風暴，並命名為Anais（阿奈），之後Anais發展較為快速，JTWC很快就將它升格為二級氣旋，留尼旺也將其升格為熱帶氣旋，10月14日留尼旺將其升格為強烈熱帶氣旋(95節)，不久後再將強度上調為100節，並宣布阿奈是西南印度洋風季最早生成的強烈熱帶氣旋，10月15日午後阿奈強度開始減弱，隔日降級為一級熱帶氣旋，10月17日減弱為熱帶風暴，10月18日減弱為熱帶性低氣壓並持續向西南方前進，JTWC與MFR相繼發出最後報告。

### 強烈熱帶風暴寶盈（Boldwin）
11月17日一個低氣壓形成於南印度洋，NRL給予編號96S並給予評級LOW，不久後受到熱帶擾動95S引進乾空氣影響發展一度受限，JTWC取消其評級，11月22日結構轉好，JTWC再次給予評價LOW，隔日升至MEDIUM，11月24日上午MFR將其升格為03R，並開始構建底層風眼，不久JTWC亦發出熱帶氣旋形成警報(TCFA)，同日下午系統高層風眼隱現，JTWC升格02S，MFR將其命名為Boldwin（寶盈）。

### 強烈熱帶氣旋克勞迪婭（Claudia）
11月29日一個熱帶擾動生成於印尼西南方海面上，NRL編號為98S，12月1日JTWC評級為LOW，12月5日評級為MEDIUM，12月6日上午JTWC發出熱帶氣旋形成警報(TCFA)，同日下午MFR升格為熱帶擾動04R，晚間JTWC升格為熱帶性低氣壓並編號03S，MFR也升格為熱帶性低氣壓，12月7日中午JTWC升格為熱帶風暴，下午MFR升格為中度熱帶風暴並命名為Claudia（克勞迪婭），12月8日JTWC升格為一級熱帶氣旋，中午再升格為二級，並且於晚間再調升為三級氣旋。12月13日轉化為溫帶氣旋。

### 中度熱帶風暴伊芒（Emang）
早於2012年12月27日，一股熱帶擾動印度尼西亞以西近赤道的南印度洋上形成，聯合颱風警報中心臨時編號97S。12月28日10:30 UTC，聯合颱風警報中心評為LOW，12月30日18:00 UTC升級MEDIUM，2013年1月1日23:30 UTC聯合颱風警報中心發布熱帶氣旋形成警報，但於1月3日22:00 UTC取消熱帶氣旋形成警報。1月6日上午降級LOW，下午取消評級，其間法國氣象局一直認為其48小時內發展為熱帶氣旋的機率低，未給予編號。其後該擾動一直在海上徘徊，1月11日22:00 UTC再次評為LOW，1月12日12:50 UTC法國氣象局編號為熱帶擾動6，15:30 UTC聯合颱風警報中心再次發布熱帶氣旋形成警報，18:49 UTC法國氣象局升級為熱帶低氣壓，21:00 UTC聯合颱風警報中心正式編號為09S。1月13日毛里裘斯命名為Emang（伊芒）。

### 熱帶氣旋哈倫納（Haruna）
2013年2月19日，馬達加斯加將其命名為"Haruna"（哈倫納）。
2月22日01:00UTC，哈倫納在馬達加斯加阿齊莫-安德列發那區圖利亞拉海岸登陸。
2月23日04:00UTC，哈倫納從馬達加斯加阿諾西區馬哈塔拉基移入海洋。

## 其他熱帶氣旋
除了被命名的熱帶氣旋外，還有一些沒被命名的低氣壓和被聯合颱風警報中心認為是熱帶風暴的熱帶氣旋。以下列出那些熱帶氣旋的資料。

### 熱帶擾動02
11月8日一個低壓區形成於南印度洋，美國海軍實驗室編號為95S，11月9日JTWC評級為LOW，隔日升級至MEDIUM，11月11日系統的結構分裂成3塊並使整體強度減弱，11月12日JTWC取消其MEDIUM的評級，11月15日結構好轉，重新評級為MEDIUM，MFR升格為02R，11月16日系統捲入乾空氣並進入強風切區，結構再次轉壞，JTWC將評級降為LOW，不久撤除其編號。

## 2012-13年風暴名單
西南印度洋的熱帶氣旋是由世界氣象組織西南印度洋熱帶氣旋委員會命名。由毛里裘斯、馬拉維、莫桑比克、納米比亞、塞舌爾、南非、斯威士蘭、津巴布韋、坦桑尼亞、博茨瓦納、科摩羅、萊索托和馬達加斯加提供名字。當熱帶氣旋在東經55度以西達到「中度熱帶風暴」的強度，位於馬達加斯加的熱帶氣旋警告中心就會為該系統命名。當熱帶氣旋在東經55度及東經90度之間達到「中度熱帶風暴」的強度，位於毛里裘斯的熱帶氣旋警告中心就會為該系統命名。本年未用名稱以灰色表示，黑體字表示今年已經使用過，粗體名稱表示該風暴活躍中，橙色表示下一個即將使用的熱帶氣旋名稱。
| - Anais - Boldwin - Claudia - Dumile - Emang - Felleng - Gino - Haruna - Imelda | - Jamala - Kachay - Luciano（未用） - Mariam（未用） - Njazi（未用） - Onias（未用） - Pelagie（未用） - Quiliro（未用） - Richard（未用） | - Solani（未用） - Tamim（未用） - Urilia（未用） - Vuyane（未用） - Wagner（未用） - Xusa（未用） - Yarona（未用） - Zacarias（未用） |

## 內部連結
- 2012年太平洋颱風季
- 2012年太平洋颶風季
- 2012年大西洋颶風季
- 2012年北印度洋氣旋季
- 2013年太平洋颱風季
- 2013年太平洋颶風季
- 2013年大西洋颶風季
- 2013年北印度洋氣旋季
- 2012－2013年澳洲地區熱帶氣旋季
- 2012－2013年南太平洋熱帶氣旋季

## 外部連結
- 聯合颱風警報中心 (JTWC)
- 法國氣象局 (RSMC La Réunion)
- 世界氣象組織